# Jacopo Bassano

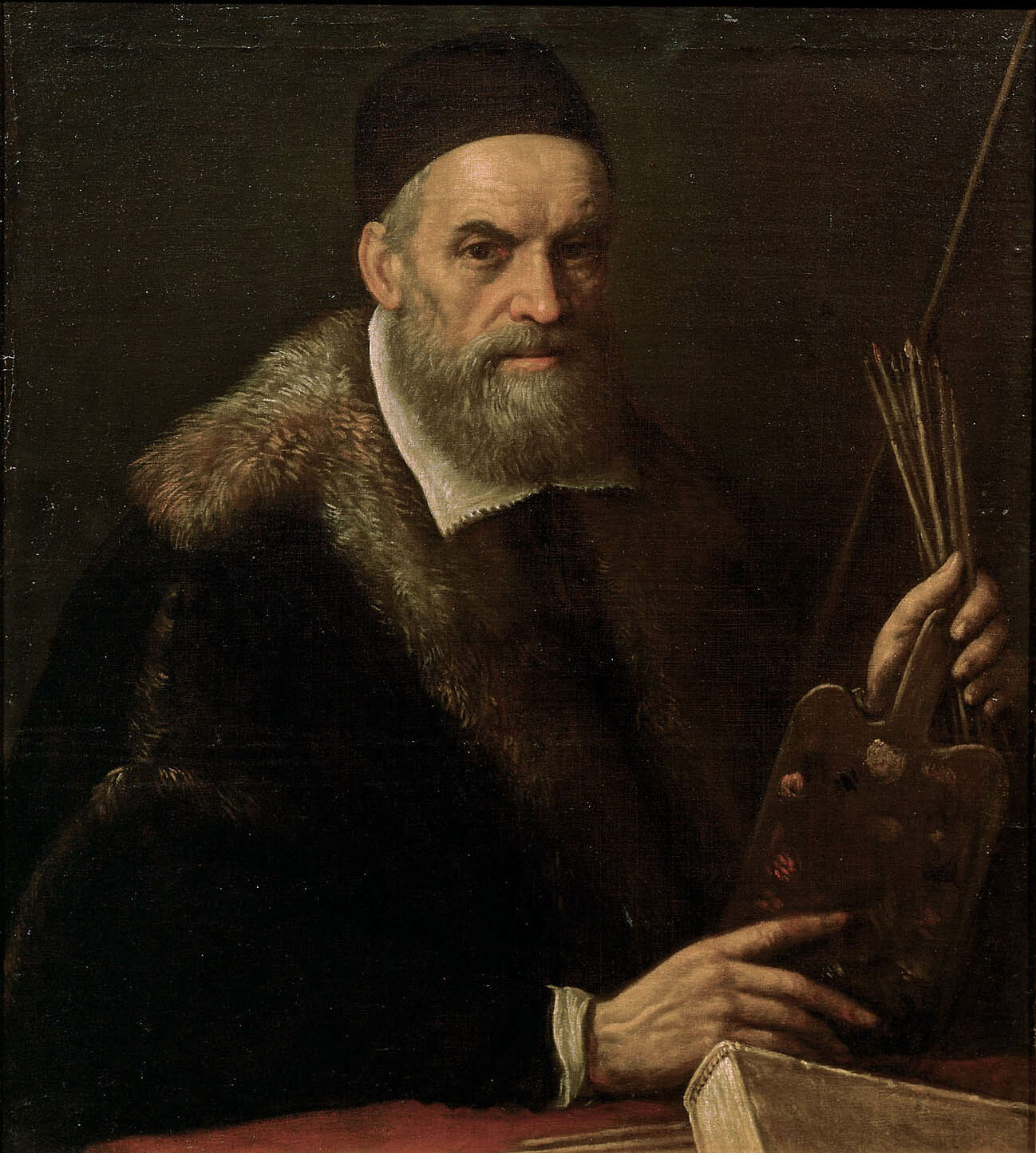
Jacopo Bassano

Jacopo Bassano (egentligen Jacopo (Giacomo) da Ponte), född cirka 1510, död 14 februari 1592, var en italiensk målare, verksam i Bassano del Grappa.
Jacopo Bassano arbetade först under sin far, målaren Francesco Bassano d.ä. (1475–1539) och studerade sedan i Venedig. Omkring 1530 återvände han till Bassano och utförde där några av sina finaste verk. Hans porträtt och målningar med bibliska motiv är anmärkningsvärda på grund av den realistiska landskapsmiljön med djur och scener ur böndernas liv samt den av Tizian påverkade färgskalan. 
De mest kända av hans söner är Francesco Bassano d.y. (1549–92) och Leandro Bassano (1557–1622), vilkas måleri stod mycket nära faderns. Flera av de målningar som tillskrivits Jacopo är sönernas verk.